# Ázere (Tábua)
Ázere é uma povoação portuguesa do Município de Tábua que foi sede da extinta Freguesia de Ázere, freguesia que tinha 11,95 km² de área, 686 habitantes (2011) , e, por isso, uma densidade populacional de 57,4 hab./km². 
Em 2013, no âmbito da reforma administrativa, a Freguesia de Ázere foi anexada à Freguesia de Covelo, criando-se a União de Freguesias de Ázere e Covelo.
As aldeias que compunham esta freguesia eram Ázere, Espadanal, Lageosa e Vila Seca.

## História
Esta antiga freguesia que já foi concelho, pertenceu ao conde Fernando Peres, que a escambou no ano de 1123, obtida autorização da rainha D. Teresa, com o Bispo de Coimbra, D. Gonçalo. O Páraco era da apresentação do Conde de Óbidos.
O Concelho de Ázere em 1527, segundo o Cadastro da População do Reino por João Maria Tello de Magalhães Collaço, possuía 75 habitantes. Era constituído pelas freguesias de Ázere e Covelo. Em 1666  Covelo é desanexada, ficando a ser conhecida durante muito tempo pelo nome de Covelos, em plural, das duas povoações, Covelo de Cima e Covelo de Baixo.
Durante as Invasões Francesas e a sua fuga em 1811 em direção a Espanha há registo de 8 mortos, destruição de searas e saque de Igreja e Capelas.
Foi vila e sede de concelho até ao início do século XIX. Em 1801 possuía 1 187 habitantes.

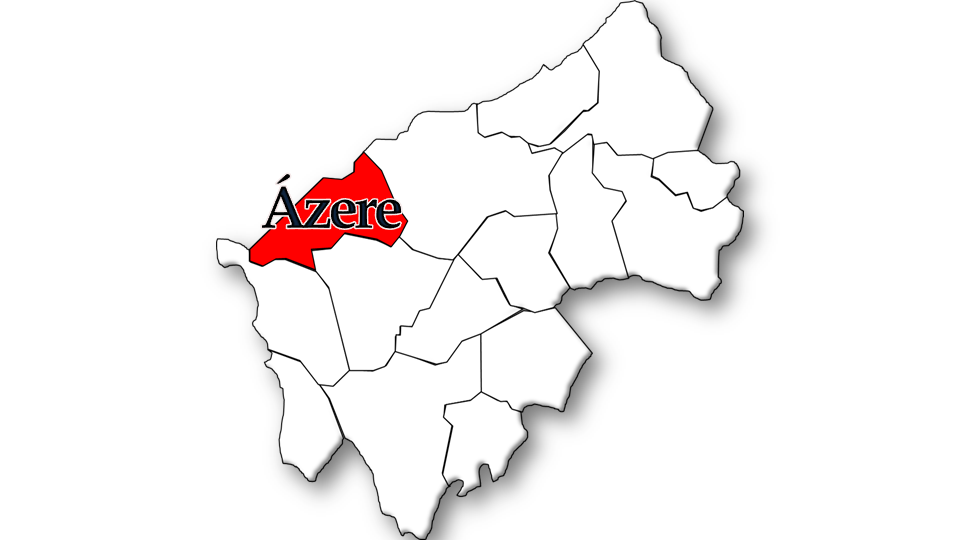
Localização no Município de Tábua

## População

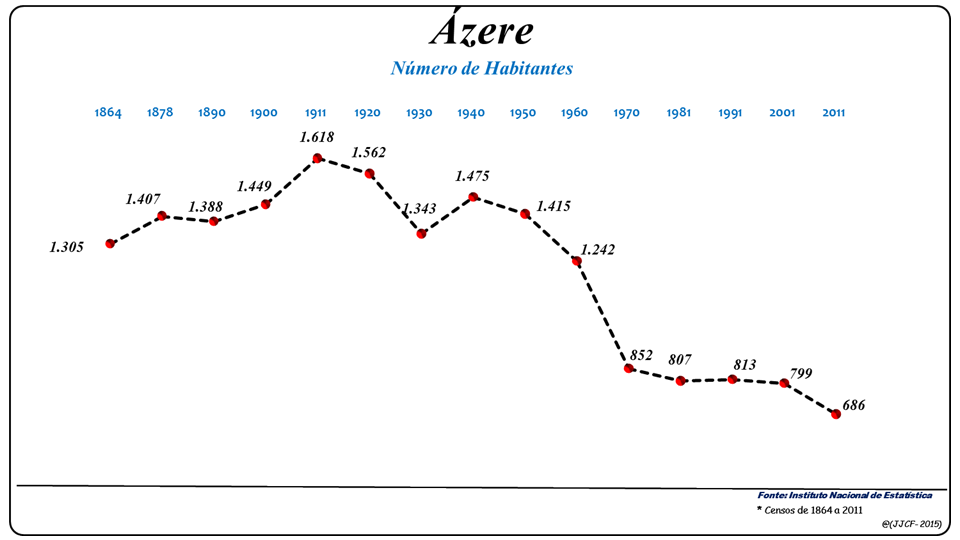
Evolução da População (1864 / 2011)

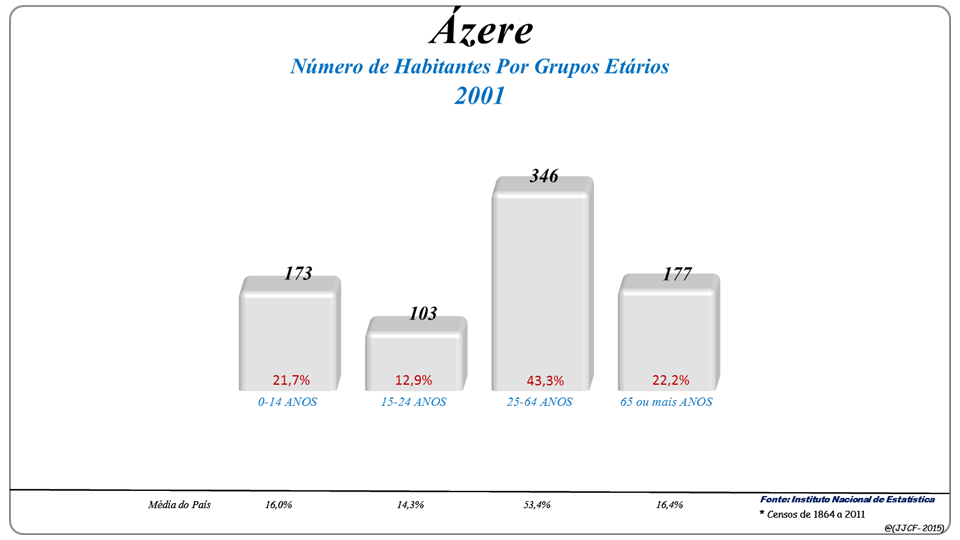
Grupos Etários (2001 e 2011)

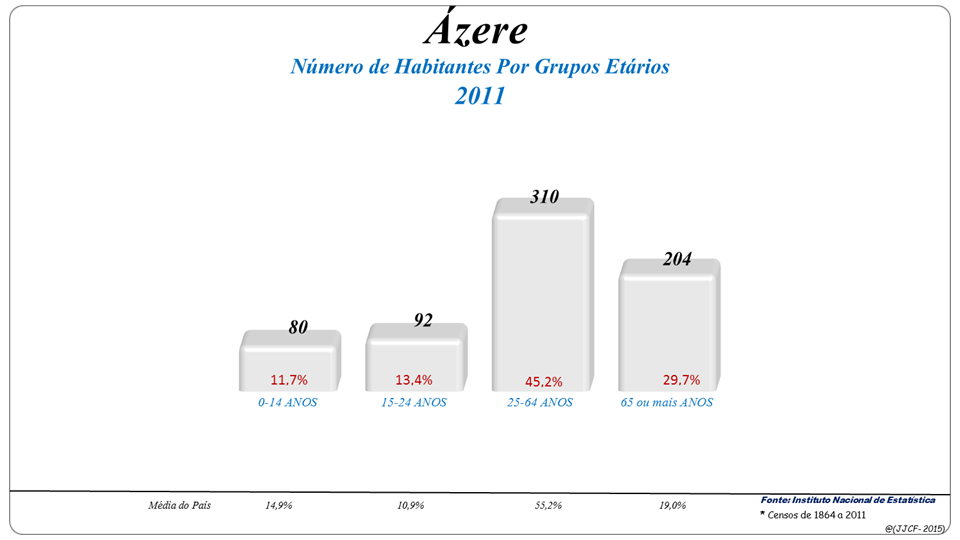
Grupos Etários (2001 e 2011)

| População da freguesia de Ázere | População da freguesia de Ázere | População da freguesia de Ázere | População da freguesia de Ázere | População da freguesia de Ázere | População da freguesia de Ázere | População da freguesia de Ázere | População da freguesia de Ázere | População da freguesia de Ázere | População da freguesia de Ázere | População da freguesia de Ázere | População da freguesia de Ázere | População da freguesia de Ázere | População da freguesia de Ázere | População da freguesia de Ázere |
| ------------------------------- | ------------------------------- | ------------------------------- | ------------------------------- | ------------------------------- | ------------------------------- | ------------------------------- | ------------------------------- | ------------------------------- | ------------------------------- | ------------------------------- | ------------------------------- | ------------------------------- | ------------------------------- | ------------------------------- |
| 1864                            | 1878                            | 1890                            | 1900                            | 1911                            | 1920                            | 1930                            | 1940                            | 1950                            | 1960                            | 1970                            | 1981                            | 1991                            | 2001                            | 2011                            |
| 1 305                           | 1 407                           | 1 388                           | 1 449                           | 1 618                           | 1 562                           | 1 343                           | 1 475                           | 1 415                           | 1 242                           | 852                             | 807                             | 813                             | 799                             | 686                             |

## Localidades da Freguesia
- Ázere
- Espadanal
- Lageosa
- Vila Seca

## Património
- Pelourinho de Ázere
- Igreja Paroquial - Ázere
- Capela da Nossa Senhora da Paz - Ázere
- Capela de Santo António - Ázere
- Coreto de Ázere
- Capela de Nossa Srª da Graça - Espadanal
- Capela do Santo Cristo - Espadanal
- Cruz Alta - Espadanal
- Quinta Broges e Irmão - Espadanal
- Coreto do Espadanal
- Fontanários do Espadanal
- Capela da Nossa Srª da Conceição - Lageosa
- Coreto de Ázere
- Capela do Santo Amaro - Vila Seca

## Antiga Junta de Freguesia
Morada: Av. Prof. Borges Pinto nº 4 - 1º, 3420-011 Ázere - Tábua
Telefone: 235 418 403
Fax: 235 418 403
Horário: Quarta Feira e Sábado: Das 20H às 22H

### Órgãos Autárquicos
- Presidente: Isabel Maria Castanheira Diniz Oliveira Lourenço (PS)
- Secretário: Fátima da Conceição Pedrosa Mendes Costa  (PS)
- Tesoureiro: Sylvie Mendes Lourenço  (PS)

## Códigos Postais
- Ázere 3420 - 011 Ázere TBU
- Espadanal 3420 - 012 Espadanal TBU
- Lageosa 3420 - 013 Lageosa TBU
- Vila Seca 320 - 014 Vila Seca TBU

## Escolas
- Escola Primária do Espadanal (fechada em 2010)
- Escola Primária de Ázere  (em 2011 passou a jardim de infância)
- Escola Primária da Vila Seca (fechada em 2010) Actualmente sede RAFFA - Grupo Cultural e Desportivo da Freguesia de Ázere

## Associações
- ACUREDEPA (IPSS) Ázere
- LAFA (Liga dos Amigos da Freguesia de Ázere)
- Associação Recreativa e Cultural de Melhoramentos do Espadanal
- Associação Recreativa e Cultural de Melhoramentos da Lageosa
- Grupo de Jovens de Ázere (Não está juridicamente constituído)
- RAFFA - Grupo Cultural e Desportivo da Freguesia de Ázere
- ACIVA- Associação Cultural e Inovadora da Vila de Àzere
- Associação Recreativa e Cultural de Melhoramentos da Vila Seca

## Festas e Romarias
- Romaria da Nossa Srª da Paz - penúltimo domingo de agosto - Ázere
- Romaria da Nossa Srª da Graça, último domingo de Agosto - Espadanal
- Festas da Nossa Srª da Conceição, primeiro fim de semana de Setembro - Lageosa
- Romaria do Santo Amaro - segundo fim de semana de Setembro - Vila Seca